# Stazione di Sairano-Zinasco
La stazione di Sairano-Zinasco è una fermata ferroviaria posta sulla linea Pavia-Alessandria. Serve i centri abitati di Sairano e Zinasco.

## Storia
Da sempre fermata e sprovvista di impianti di sicurezza e segnalamento, era dotata di arganello per la manovra a mano del passaggio a livello di stazione, oggi automatizzato. In origine denominata "Sairano", assunse la denominazione attuale nel 1938; nel 1996 è stata attivata una nuova fermata con nome "Sairano", situata sulla stessa linea immediatamente dopo Sairano-Zinasco in direzione Pavia.